# Nayla Moawad
Nayla Moawad (en arabe : نايلة معوض), née Issa el-Khoury le 3 juillet 1940, est une femme politique libanaise. Elle est la veuve de René Moawad, élu président de la République après l’accord de Taëf et assassiné le 22 novembre 1989. Elle a été députée au Parlement libanais de 1991 à 2009 et ministre des Affaires sociales de 2005 à 2008.

## Biographie

### Études, carrière professionnelle et vie personnelle
Nayla Moawad est diplômée en littérature française et en histoire de l'université Saint-Joseph de Beyrouth. Elle étudie ensuite l'anglais à l'université de Cambridge.
Elle « scandalise » la société beyrouthine en 1962, lorsqu'elle rejoint l'équipe de L'Orient, le milieu journalistique acceptant à l'époque « les femmes mariées et non les jeunes filles ». Refusant d'être confinée dans un bureau, la jeune femme se lance dans des enquêtes, s'intéressant surtout aux problèmes sociaux, comme la délinquance et la scolarisation, des sujets qu'elle continue de porter à cœur.
Mariée à René Moawad, en 1965, elle aidait beaucoup son mari et s'intéressait à la société zghortiote, où elle a créé un artisanat, puis un dispensaire, en 1967. Son mari est assassiné le 22 novembre 1989, quelques jours après son élection à la présidence de la République. Trois jours après, sa famille politique vient lui demander d'entamer à son tour une carrière politique. 
En 1990, pour le premier anniversaire de l'assassinat de son mari, elle crée la Fondation René Mouawad, qui « s'articule autour d'un programme de santé, et de développement social, rural et agricole »[réf. nécessaire]. Cette fondation est une organisation non gouvernementale à but non lucratif. Ses objectifs principaux sont : le développement économique, social et rural du Liban ; la promotion d’une société civile responsable afin de consolider l’unité nationale et d’œuvrer pour une paix durable.

### Carrière politique

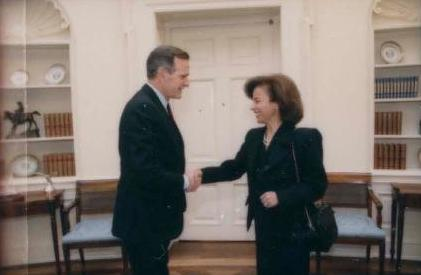
Nayla Moawad avec le président américain George H. W. Bush en 1990.

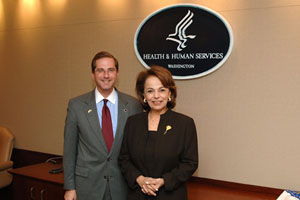
Nayla Moawad avec le sous-secrétaire à la Santé et aux Services sociaux des États-Unis Alex Azar en 2006.

Elle est élue députée de Zghorta, pour le siège maronite de Zgharta, en 1991 et est réélue à ce poste lors des élections législatives de 1992, 1996, 2000 et 2005. Lors de son première mandat, elle est pendant un an et demi la seule femme du Parlement, travaillant « d'arrache-pied pour faire avancer la situation de la femme en politique »[réf. nécessaire]. 
Première femme libanaise à se porter candidate à la présidence de la République en 2004, Nayla Moawad réussit à se créer une place dans un milieu initialement réservé aux hommes. 
Elle rejoint en 2001 le rassemblement de Kornet Chehwane et l’opposition anti-syrienne, devenant l'une des principales figures du mouvement. En 2005, elle prend part à la Révolution du Cèdre au sein des forces du 14 mars et est nommée ministre des Affaires sociales au sein du gouvernement de Fouad Siniora en juillet 2005.
Avec son fils Michel Moawad, elle fonde en 2006 le parti politique anti-syrien Mouvement de l'indépendance libanais (en).
Elle ne se représente pas aux élections de 2009.